# Le Chevalier du château maudit
Pour plus de détails, voir Fiche technique et Distribution.
Le Chevalier du château maudit (titre original : il cavaliere del castello maledetto) est un film franco-italien réalisé par Mario Costa, sorti en 1959.

## Synopsis
Au Moyen-âge, Ugone fait emprisonner le duc Olivero, pour s’emparer du duché de Valgrado. Pour consolider son pouvoir il veut épouser Isabelle fille du duc. Mais un mystérieux chevalier noir se dresse contre lui….

## Fiche technique
- Titre : Le Chevalier du château maudit
- Titre original : il cavaliere del castello maledetto
- Réalisation : Mario Costa
- Scénario : Sergio Corbucci, Piero Vivarelli, et Mario Costa
- Version française :Société Parisienne de Sonorisation
- Adaptation française de : Charles Dorat
- Photographie : Augusto Tiezzi
- Montage : Jolanda Benvenuti
- Musique : Michele Cozzoli
- Décors : Alfredo Montori
- Costumes : Giancarlo Bartolini Salimbeni (it)
- Maitre d’armes : Franco Fantasia
- Producteur : Fortunato Misiano
- Société de production : Romana Film
- Pays de production :  Italie,  France
- Langue : Italien
- Distribution en France : Société Nouvelle de Cinématographie
- Format : Couleur (Ferraniacolor) et Totalscope — 35 mm — Son : Mono
- Genre : Film d'aventure, Film historique
- Durée : 80 minutes (1 h 20)
- Dates de sortie :
  - Italie : 21 mars 1959
  - France : 24 avril 1961

## Distribution
- Massimo Serato  (VF : Jean Claudio) : Ugone de Collefeltro
- Irene Tunc  (VF : Claude Gensac ) : la marquise Fiamma
- Luisella Boni  (VF : Jane Val) : Isabelle fille du duc
- Pierre Cressoy (VF : Jean Violette) : le lieutenant Astolfo
- Livio Lorenzon  (VF : Paul Bonifas) : Guidobaldo
- Maria Sima (VF : Nicole Favart)  : Violante
- Carlo Tamberlani : Comte Oliviero
- Aldo Bufi Landi  (VF : Jean Berger) : Duccio (vo : Giovanni)
- Luciano Marin  (VF : Michel Francois) : Gianetto
- Ignazio Balsamo  (VF : Michel Gatineau ) : Zaccheo le traitre
- Ugo Sasso  (VF : Claude Bertrand) : le capitaine des gardes
- Amedeo Trilli  (VF :  Richard Francoeur ) : Frère Benedetto
- Franco Fantasia : Un officier
- Miranda Campa (VF : Helene Tossy) : Assunta la gouvernante
- Emilio Petacci  (VF : Pierre Michau) : Le prêtre
- Giovanni Vari : Un paysan barbu
- Natale Cirino (VF : Pierre Collet)  : Un paysan
- Rina Mascetti : Oretta
- Vladimiro Picciafuochi : Officier
- Et avec les voix de :
- Jacques Deschamps (le chevalier noir),  Henri Djanik (le geôlier du duc Oliviero), Jacques Thebault (une sentinelle)